# Hysteronotal shield
Hysteronotal shield, hysterosomal shield (dosł. tarczka hysteronotalna, tarczka hysterosomalna) – zesklerotyzowana płytka na hysterosomie niektórych roztoczy.
Tarczka ta, określana jako hysterosomalna lub hysteronotalna, leży na hysteronotum, czyli grzbietowej powierzchni hysterosomy. Może być różnorodnie wykształcona, zajmować różną część hysterosomy, a nawet wchodzić na propodosomę, być pełna (niepodzielona) lub podzielona na mniejsze tarczki. Może się też zlewać z innymi tarczkami. Jej budowa jest często przejawem dymorfizmu płciowego.
Dużą, pokrywającą prawie cały wierzch oraz boki hysterosomy tarczkę hysteronotalną ma np. samica Prolistrophorus tylomys. U samca Pteroherpus pyrrhuri tarczka ta jest niepodzielona i zajmuje oprócz hysteronotum też tylną część propodosomy. U samca Prolistrophorus parabidentatus tarczka ta jest podłużnie wcięta tak głęboko, że prawie podzielona na dwie tarczki boczne, wskutek czego leży ona głównie po bokach hysterosomy, pozostawiając pas miękkiego oskórka na samym jej grzbiecie. U samca Pteroherpus trinoton tarczka ta zajmuje większą część wierzchu ciała, a jej przedni, oddzielony, trapezowaty fragment zajmuje tylną ¼ propodosomy. U samca Prolistrophorus tylomys jest zredukowana do niewielkiej tarczki w tylnej części hysterosomy. Na tarczkę przednią i tylną podzielona jest ona np. u samicy Ramphastobius scutatus. U samicy Pteroherpus trinoton rozpada się ona aż na 9 sklerytów: przedni hysteronotalny, środkowy, parę bocznych opistosomalnych, parę wewnętrznych opistosomalnych i parę pygidialnych. U samicy Pteroherpus nicator zaś na 5 sklerytów: środkowy, parę bocznych opistosomalnych i parę pygidialnych. Skleryty te mogą się wtónie zrastać, np. u samicy Pteroherpus pyrrhuri skleryt środkowy zrasta się z wewnętrznymi opistosomalnymi.
Za przykład zlewania się tej tarczki z innymi posłużyć może Pterotrogus picumni. U samicy tego gatunku tarczka ta łączy się z tarczką prodorsalną tworząc tarczkę dorsalną. U samca natomiast zlewają się wszystkie tarczki wierzchu ciała tworząc jednolitą tarczkę idiosomalną.